# Мария Малибран
Мария Малибран (на френски: Maria Malibran) е френска оперна певица, мецосопран с изключителен вокален диапазон от три октави, сила и подвижност на гласа. Тя е една от най-вълнуващите и известни певици от началото на 19 век. Както с вокалните си изпълнения, така и с актьорското си майсторство и ярка индивидуалност, олицетворява духа на Романтизма и получава прозвището La Malibran. За нейните изпълнения са характерни импровизационната свобода и техническо съвършенство. Тя успява да постигне възхищението на публиката във време, когато на оперната сцена триумфират такива големи певици като Анджелика Каталани, Джудита Паста, Джулия Гризи, Хенриета Зонтаг и Вилхелмина Шрьодер-Дервиент. След смъртта си, която настъпва само на 28-годишна възраст, тя се превръща в една от легендите на операта от това време.

## Ранни години и обучение
Мария Малибран е родена на 24 март 1808 г. в Париж в семейство на оперни певци, само един месец след дебюта на баща си в операта „Гризелда“ на Фердинандо Паер. Рожденото ѝ име е Мария де ла Фелисидад Гарсия. Родителите ѝ са испанци, а баща ѝ е знаменитият тенор, композитор и вокален педагог Мануел дел Популо Висенте Гарсия. За него Джоакино Росини написва партията на граф Алмавива в „Севилският бръснар“. Майка ѝ Хоакина Брионес също е оперна певица. Мария е сестра на баритона Мануел Гарсия Младши, един от най-известните музикални преподаватели и Полин Виардо-Гарсия, която по-късно също става популярна оперна певица. Първите уроци по пеене взима от баща си, заедно със сестра си Полин, също мецосопран. На 5-годишна възраст изпълнява детската партия в операта на Паер „Агнес“ в Неапол.
През 1811 г. семейството заминава за Италия във връзка с певческата кариера на бащата. В Неапол той урежда обучението на Мария при Фердинанд Еролд и Огюст Пансерон, когато тя е само на 6 – 7 годишна възраст. Еролд е носител на престижната награда на Рим за 1812 г. и преподава на ученичката си теория на пианото. Премиерата на първата му опера се представя в Неапол през 1815 г. с участието на Мануел Гарсия в главната роля. Пансерон е носител на същата награда за 1813 г.
Семейството напуска Неапол заради премиерата на „Севилският бръснар“ на Джоакино Росини в Рим през 1816 г. За кратко след това отново заминават, този път за Лондон. Там Мануел написва „Терцет за сопран, тенор и бас“. По това време Мария учи в интернат на френските бенедиктински монаси в Хамърсмит. Така последователно тя научава испански, който се ползва в дома ѝ, френски, италиански и английски. През 1818 – 1819 г. продължава музикалното си обучение с баща си. Мануел Гарсия преподава на дъщеря си пеене и актьорско майсторство със строгост, граничеща с тирания. Освен всичко останало той я учи на орнаментика и импровизации, които са много характерни за белкантото, водещият оперен стил по онова време. Заради големия диапазон на гласа си Мария успява да се научи да пее както алтови, така и високи сопранови партии. Това особено добре проличава в последната опера, която Мануел написва за нея – „El gitano por amor“.
На 9 юни 1824 г. в лондонския клуб „Almack's Assembly Rooms“ изпълнява трудната ария „Nacqui al'affano“ от операта „Пепеляшка“ на Росини. Прави своя професионален дебют на 16-годишна възраст в Лондонския кралски театър през 1825 г. Ролята на Розина в „Севилският бръснар“ на Росини е трябвало да бъде изпълнена от Джудита Паста, която се разболява. Мануел Гарсия предлага да бъде заместена от дъщеря му и това е първото ѝ професионално появяване на оперната сцена. Посрещната е от публиката с нестихващи овации и веднага получава ангажимент в театъра до края на сезона. Пресата отбелязва нейната артистичност, характерна и за бащата, както и богатството и пъргавината на гласа ѝ.

## Ню Йорк
През 1825 г. Мануел Гарсия е ангажиран от богати нюйоркски търговци на вино за няколко спектакъла в „Park Theatre“ в града. Това му дава подходяща възможност да представи Мария пред американската публика и да ѝ даде шанса да получи безценен опит, върху който да изгради професионалната си кариера. За няколко дни Мануел събира оперна трупа, в която включва и цялото си семейство. Сезонът се открива на 29 ноември със „Севилският бръснар“ от Росини. Мария, която е красавица от южен тип, със смолисто черни коси и изразителни кафяви очи предизвиква възхищението на публиката още със самото си появяване.
В Ню Йорк певицата среща френския банкер и търговец на вино Франсоа Еужен Малибран, с 28 години по-възрастен от нея и по настояване на баща си се омъжва за него на 2 март 1826 г. По други данни се омъжва, за да избяга от тираничния характер на баща си. Няколко месеца след сватбата, съпругът ѝ е обявен в несъстоятелност и попада в затвора. Мария е принудена да го подкрепя чрез своите изпълнения. Благодарение на многобройните си изяви на сцената тя успява да върне голяма част от дълговете на мъжа си. След една година певицата го напуска и заминава за Франция, а отношенията с баща ѝ са силно помрачени.
В Ню Йорк Мария изпълнява роли в опери на Росини, Моцарт и Николо Дзингарели. Първото ѝ представяне е в ролята на Розина в „Севилският бръснар“. През следващите няколко месеца целият американски елит се стича в театъра да чуе трупата на Гарсия. Отзиви за тези спектакли дават Жозеф Бонапарт (брат на Наполеон Бонапарт и бивш крал на Испания), Джеймс Фенимор Купър (автор на „Последният мохикан“), Fitz-Greene Halleck (американски поет) и Лоренцо Да Понте (либретистът на „Дон Жуан“ от Моцарт). Малибран пее в „Танкред“, „Отело“ и „Турчин в Париж“, всички на Росини и в „Дон Жуан“ на Моцарт. Изпълнява ролята на Ромео в „Ромео и Жулиета“ от Дзингарели. Баща ѝ написва две опери, където включва арии специално за да подчертае големия диапазон на гласа ѝ – „L'amante astuto“ и „Дъщерята на въздуха“ (La figlia dell'aria) и тя участва в премиерите им. Спектаклите в Ню Йорк имат както художествен, така и финансов успех.

## Париж
През януари 1828 г. прави сензационен дебют в „Гранд опера“, а на 14 февруари – в „Театър италиен“ в Париж, вече под името Мария Гарсия де Малибран. На сцената на „Гранд опера“ се появява в концерт, съставен от няколко акта от „Семирамида“, два акта от „Ромео и Жулиета“ и един от „Севилският бръснар“. В „Семирамида“ ѝ се налага да си партнира с известните певици Бенедета Пизарони и Хенриета Зонтаг. Мария излиза с чест от това изпитание, а концертът полага началото на нейната слава. В „Театър италиен“ изпълнява партията на Семирамида в едноименната опера на Росини. В началото на спектакъла е посрещната равнодушно, дори студено, но постепенно публиката оценява гласа ѝ и представлението завършва с ентусиазирани овации.(Revue et gazette musicale, II, 1827 – 8, p. 589; цитирано от April Fitzlyon, Maria Malibran, p.70). Именно сцената на „Театър италиен“ става арена на знаменитото оперно надпяване между нея и немската певица Хенриета Зонтаг. В оперите, в които се появяват заедно, всяка от тях се стреми да демонстрира по-добри качества от тези на съперницата си. От този момент нататък за нея се говори като за Ла Малибран, а славата ѝ се разнася из цяла Европа.
През следващите години поделя времето си между Лондон и Париж, а нейни партньори стават такива големи певци като тенорът Джовани Батиста Рубини и басът Луиджи Лаблаш. През 1832 г. заминава за Италия. Там участва в представленията на „Монтеки и Капулети“ и „Сомнамбула“ на Винченцо Белини. В „Ла Скала“ участва с изпълнение на централната роля на шотландската кралица в „Мария Стюард“ („Maria Stuarda“) от Гаетано Доницети. Освен с ролите в опери на Росини, тя продължава да предизвиква сензация и с участията си в „Норма“, „Сомнамбула“, „Монтеки и Капулети“ на Белини и „Любовен еликсир“, „Мария Стюард“ на Доницети. В Лондон изпълнява на английски език ролята си от „Фиделио“ на Лудвиг ван Бетовен, единствената немска опера в репертоара ѝ. През 1836 г. участва в премиерата на операта „Прислужницата от Артоа“ от английския композитор, диригент и баритон Майкъл Балф, написана специално за нея. През 1935 г. американският композитор Робърт Ръсел Бенет композира операта „Мария Малибран“, посветена на нейния живот. Произведението е поставено почти сто години след смъртта ѝ в Ню Йорк.
Дълго време баща и дъщеря са в лоши отношения и не се срещат. Мануел Гарсия отказва всякакви опити за помирение и помощ от Мария, въпреки че вече живее в сериозни финансови затруднения. Но сцената на „Театър италиен“ успява да направи това, което взаимната им обич не съумява. Оказва се, че трябва да играят в едно и също представление на „Отело, или венецианският мавър“ – той като Отело, а тя – като Дездемона. Двамата изпълняват ролите си с вдъхновение и изключителна артистичност и тяхното помиряване става под аплодисментите на публиката.

## Италия
През 1832 г. заминава за Рим и става първата чужденка, покорила с гласа си музикална Италия. Пее в „Сан Карло“ в Неапол, в Болоня, Венеция и най-после в театър „Ла Скала“ в Милано. Тук дебютира на 15 май 1834 г. в ролята на Норма. Двете с Джудита Паста изпълняват тази роля в различни вечери на един и същи сезон. Сравнението между тях представлява за младата певица сериозно предизвикателство, с което тя успешно се справя. Поклонниците на Паста предричат провал на Мария, тъй като по това време по-възрастната певица е на върха на своята слава. И въпреки това със своята искреност, лишена от всякакви условности и традиционни щампи, тя успява да покори публиката. Без да изменят на своята любимка, миланци отдават заслужена почит и на Малибран. С дебюта си предизвиква такъв фурор, че се налага зрителите да бъдат изведени от залата с помощта на полицията. В Милано продължава да изпълнява ролите на Дездемона в „Отело“, Ромео в „Монтеки и Капулети“, Амина в „Сомнамбула“. През 1835 г. изпълнява още партията на Адина в „Любовен еликсир“ и Мария Стюард в едноименната опера на Доницети. В периода 1834 – 1836 г. пее с голям успех в „Ла скала“. Покорява с гласа и артистичността си Милано, най-музикалния град в Италия. Поклонниците ѝ пеят серенади и устройват факелни шествия в нейна чест.
Във Венеция оказват царски прием на гастролиращата певица – стотици гондоли я съпровождат по пътя ѝ по Канале гранде. А когато става известно, че дарява хонорара си на директора на театъра, застрашен от банкрут, популярността ѝ достига своя апогей. В знак на благодарност спасеният от фалит театър е преименуван и оттогава носи името „Театър Малибран“. Последното ѝ представление от това турне е в гр. Лука, където почитателите ѝ, като символ на възхищението си, разпрягат конете от каретата и сами я теглят до хотела.
Зрителските симпатии към певицата намират своето изражение в нечувани за това време хонорари. В Неапол тя получава 80 000 франка за 40 представления. Договорът, сключен с „Ла Скала“ възлиза на 450 000 франка, които трябва да бъдат изплатени на равни части в продължение на три години. По стечение на обстоятелствата, Мария получава само първата вноска.
На 9 юни 1832 г. по време на блестящия гастрол на Мария в Италия, след кратко боледуване почива Мануел Гарсия. Дълбоко опечалена тя спешно се връща от Рим в Париж за погребението. Осиротялото семейство – майката, Мария и Полина се преместват да живеят в Иксел, предградие на Брюксел. Заселват се в елегантния дом на Мария в неокласически стил. Сега улицата, на която се намира той носи името на Мария Малибран. Вниманието на пресата към нея е огромно, папараците я следват на всичките ѝ гастроли и ревностно описват всяка нейна крачка. В музеите по света са съхранени внушително количество публикации, посветени на Малибран.
През 1836 г. се прощава с Милано с последно участие в Скалата и заминава за сезона в Лондон.

## Последни години
В разцвета на своята слава, на един концерт в Брюксел, Мария се запознава с белгийския цигулар Шарл де Берио, с когото поддържа връзка от 1829 г. Построяват си вила в покрайнините на Брюксел през 1831 г. и живеят там в продължение на няколко години. Тук през декември 1832 г. Мария ражда първия си син. За да се омъжи за Берио певицата търси начин да разтрогне брака си, чрез развод или църковна отмяна. За неудоволствие на баща ѝ, няколко години те живеят заедно без сключен брак. След много усилия и с помощта на маркиз дьо Лафайет през февруари 1835 г. съдът в Париж анулира брака. На 29 март 1836 г. се омъжва за Берио и приема неговата фамилия, като от този момент до смъртта си официално носи името Мария Малибран де Берио. В музикалните среди и на сцената остава известна с фамилията от първия си брак Мария Малибран, или просто Ла Малибран. Още преди сключването на брака ражда на Берио двама сина – Шарл Вилфрид, който по-късно става известен пианист и Франц, даровит цигулар, който обаче почива твърде млад.
Талантът на Малибран е високо ценен от Джузепе Верди, Ференц Лист и писателя Теофил Готие. А Винченцо Белини се нарежда сред сърдечните поклонници на певицата. Първата среща на италианския композитор с Мария става след постановка на неговия „Сомнамбулът“ в Лондон, когато той остава очарован от изпълнението ѝ. Известно е, че муза на Белини е Джудита Паста, но виждайки и чувайки Малибран като неговата Амина, той пръв скача от мястото си с викове „браво и вива!“. Отношенията им остават сърдечни, топли и чисто приятелски и между тях възниква дълбока дружба, която обогатява духовно и двамата. Малибран, която е и нелош художник рисува миниатюрен портрет на Белини и му го подарява във вид на брошка, която той ревностно пази до смъртта си. Белини, от своя страна, пише нова версия на операта си „Пуритани“, за да я адаптира към нейния глас. Скоро след това, през 1835 г. композиторът умира само на 34 г. и Мария е потресена от смъртта му.
Малибран не само рисува добре, тя и пише ред музикални произведения – ноктюрни и романси. Впоследствие много от тях са изпълнявани от сестра ѝ Полин Виардо-Гарсия.

## Злополука
Месец и половина след женитбата си, на 5 май 1836 г. в Риджънтс Парк в Лондон, претърпява тежка злополука при езда. Конят ѝ се втурва в бърза езда, а Мария, изгубила контрол над него, вика за помощ. Един полицай се втурва, успява да хване коня за юздите и да го спре, но това става толкова рязко, че Малибран изхвърча от седлото срещу една дървена ограда и пада до нея. Случката е разказана подробно от лорд Уилям Пит Ленъкс в биографичните му спомени, издадени в Лондон през 1863 г. По други данни злополуката се случва през юли в Съри, където Малибран е отишла на гости на лорд Ленъкс. Тъй като е бременна ѝ е забранено да язди, но тя не успява да устои на темпераментната си натура и се качва на коня. Той обаче не е от най-кротките и е трудно контрулируем, въпреки че тя е добър ездач. В един момент я хвърля от седлото, кракът ѝ се закача за стремето и тя е влачена около стотина метра, преди да успеят да го спрат. Главата и лицето ѝ са сериозно пострадали. По-късно получава болки в главата, но всички ги отдават на бременността.
Въпреки болките, които изпитва след инцидента, Мария дава 4 последователни представления в Лондон – две в „Прислужницата от Артоа“ и по едно във „Фиделио“ и „Сомнамбула“. На 6 юли участва в концерт, на който изпълнява ария от второ действие на „Сомнамбула“. Последното ѝ появяване на сцена е на 16 юли 1836 г., когато отново пее в „Прислужницата от Артоа“ и в последното действие на „Сомнамбула“. Получава нестихващи овации и на финала изпява „God Save the King“. Два месеца по-късно поема ангажимент да пее на един фестивал в Манчестър. Въпреки силните болки, участва в концерти на 13 и 14 септември. На втория концерт пее дует с италианското сопрано Maria Caradori-Allan. На следващия ден певицата се чувства толкова зле, че за първи път отменя предстоящо представление. Въпреки това, притеснявайки се от критиката, опитва да стигне до църквата, в която трябва да се проведе концертът. Когато сериозността на състоянието ѝ става ясно, я отвеждат обратно в хотела.
Като следствие от злополуката на 23 септември 1836 г., само на 28 години, Мария Малибран умира в Манчестър, Великобритания. Денят на смъртта ѝ съвпада с този на Белини, като ги разделя само една година. Първоначално е погребана в Манчестър, но по настояване на майка ѝ е ексхумирана и тялото е пренесено в Белгия. Погребана е в гробището Laeken в северната част на Брюксел, а на гроба и е гравиран епитаф от Алфонс дьо Ламартин.

## Гласови данни и репертоар
Диапазонът на гласа на Мария Малибран е забележително голям – от долно G, през средно C до високо E (G3 – E6). Изпълнява както алтови, така и партии за високо сопрано. Гласът ѝ се отличава с особена изразителност и красота на тембъра в ниския регистър. Пее както женски, така и мъжки партии, дори един път, независимо от младостта си, изпълнява на сцената ролята на старица. Освен в кариерата си като певица се изявява и като композитор – създава няколко ноктюрни, романси и шансони. Мария Малибран е жена с голяма енергия и решителност, владее пет езика, като прибавя към научените и немски, спортува с удоволствие, отдавайки се на езда, плуване и фехтовка. Също така е и не лош художник.
Репертоарът ѝ е най-тясно свързан с оперите на Росини. Тя придава на всяка изпълнявана от нея роля неповторим характер и дълбочина. Знаменити остават изпълненията ѝ на Дездемона, Розина, Семирамида, Амина, Норма. Мария е една изключителна Дездемона, а скръбното изпълнение на последната ария кара Алфред дьо Мюсе, в знак на почит към нея, да му посвети едно стихотворение през 1937 г. Френският поет Ернест Легуве счита, че трактовката ѝ на ролята на Дездемона не може да се сравни с никоя друга. Сред известните ѝ почитатели се нареждат Росини, Белини, Шопен, Ференц Лист, Алфред дьо Мюсе, Ламартин, Карл Брюлов и много други. Именно за сватбата ѝ с Шарл де Берио Феликс Менделсон Бартолди написва своята „Сватбена ария“ – глас с акомпанимент само от една цигулка, като символ на връзката между певицата и цигуларя. Малибран е една от примадоните, които вдъхновяват Жорж Санд да напише романа „Консуело“, посветен на парижкия „Театър италиен“. Ференц Лист пише по повод смъртта ѝ, че човек на изкуството не може да не завиди на Малибран, която отнася в гроба своята красота, слава и талант, преди времето да успее да ги разруши. Няколко художника рисуват портрети на великата певица, но най-известен е този на L. Pedrazzi, който се намира в музея на театър „Ла Скала“ в Милано.
През 2007 г. италианският мецосопран Чечилия Бартоли издава албум, с който се връща към епохата на Романтизма. Тя прави проучвания на живота и творчеството на Малибран, пътувайки по местата на нейния триумф. Интересен е принципът, по който създава своя албум – Чечилия изпява отново част от репертоара на Мария Малибран и нарича албума си „Мария“ в нейна чест.

## Филми за Мария Малибран
1943 г. – Гуидо Бариньоне снима филм за Мария Малибран, в който главната роля е изпълнена от австрийското сопрано Мария Чеботари.
1944 г. – Саша Гитри снима биографичната 95-минутна драма „La Malibran“ с участието на френското сопрано Geori-Boué в главната роля.
1972 г. – Werner Schroeter създава „Der Tod der Maria Malibran“ с участието в главната роля на германката Магдалена Монтесума.
1984 г. – белгиецът Michel Jakar създава 52-минутен телевизионен филм за нея на френски език.